# Михайло Дзюба
Дзюба Михайло Леонідович (нар. 21 листопада 1999, Полонне, Хмельницька область, Україна) — український актор театру та кіно.

## Життєпис
2016-2018р. — навчався в КНТЕУ на факультеті фінансів та банківської справи.
2018-2024р. — навчався в КНУТКІТ ім. І. К. Карпенка-Карого на факультеті акторське мистецтво театру та кіно в майстерні Богдана Михайловича Бенюка
Однією з перших головних робіт актора на великих екранах став фільм Мирослава Латика "Королі репу", де Михайло зіграв головну роль - Казана. За яку був номінований на національну премію "Кіноколо" за найкращу акторську роботу в 2021 році.

## Фільмографія
| Рік  |                        | Назва                | Англійська назва | Роль              |
| ---- | ---------------------- | -------------------- | ---------------- | ----------------- |
| 2019 | телесеріал             | Новенька             |                  |                   |
| 2021 | фільм                  | Королі репу          | Kings of rap     | Діма Казан        |
| 2021 | короткометражний фільм | Чемпіон              | Champion         | Сергій            |
| 2022 | фільм                  | Між нами             | Between us       | Ігор              |
| 2024 | серіал                 | Перевізниця          | In her car       | Микита            |
| 2024 | серіал                 | Новорічна шкереберть |                  | Поліцейський Рома |

## Номінації та нагороди
2021р. - номінація НА ЧЕТВЕРТУ НАЦІОНАЛЬНУ ПРЕМІЮ КІНОКРИТИКІВ «КІНОКОЛО» за найкращу акторську роботу у фільмі "Королі репу"
2021р. - нагорода найкраща акторська робота у фільмі «Чемпіон» (режисер Олег Сокрута) на міжнародному кінофестивалі Корона Карпат в Конкурсі кінематографічних шкіл України.
1. ↑  Королі репу. dzygamdb.com (укр.). Процитовано 10 вересня 2023.
2. ↑  Latyk, Myroslav; Wellboy, Anton; Vitovskaya, Irma (3 серпня 2023), Koroli repu, Kristi Films, Ukrainian State Film Agency, процитовано 10 вересня 2023
3. ↑  Tomashcuk, Solomiia; Vitovskaya, Irma; Sova, Dmitriy (29 серпня 2021), Between Us, Up Ua Studio, процитовано 10 вересня 2023